# بارد کمان‌دار
بارد کمان‌دار (به انگلیسی: Bard the Bowman) یک انسان در رمان هابیت به خط جی. آر. آر. تالکین است. بارد اهل لیک تاون (شهر دریاچه) است و نژاد او به فرمانروایان دیل بازمی‌گردد. او موفق می‌شود اسماگ را بکشد و خود پادشاه دیل می‌شود. شخصیت بارد احتمالاً از ویگلاف در شعر آنگلوساکسون بیوولف گرفته شده است.

## شخصیت و ظاهر
جد بارد، گیریون نام داشت که فرمانروای دیل بود و به دست اسماگ کشته شد. این رویداد دو سده پیش از رویدادهای رمان هابیت در دورهٔ سوم اتفاق می‌افتد. بارد فرماندهٔ کمانداران اسگاروت (شهر دریاچه) است. او فردی بلندقامت با موهای مشکی است. وقتی اژدها به شهر یورش می‌برد بارد آخرین کمانداری است که جلوی او می‌ایستد. در هنگام پرتاب تیر به اسماگ یک پرنده با بارد حرف می‌زند و نقطه ضعف زرهٔ اسماگ را که در زیر سمت چپ سینه اش قرار داشت به او نشان می‌دهد.
بارد برای ۳۳ سال بر شهر فرمانروایی می‌کند و پس از او پسرش بِین در ۲۹۷۷ و پس از او نوه اش براند در ۳۰۰۷ پادشاهی را در دست می‌گیرند.